# Центр експертизи гендерної дисфорії
Центр експертизи гендерної дисфорії (англ. Center of Expertise on Gender Dysphoria; (CEGD)) — клініка для трансгендерних людей в Університетському медичному центрі VU (VUMC) при Амстердамському вільному університеті. Вона була відкрита в 1972 році і є однією з найбільших клінік для трансгендерних людей і дослідницьких інститутів у світі. Станом на 2021 рік у ньому пройшли лікування близько 10 000 трансгендерів з моменту відкриття майже 50 років тому. Клініку з самого спочатку очолює Луї Гурен.